# Hod O’Brien
Walter Howard „Hod“ O’Brien (* 19. Januar 1936 in Chicago; † 20. November 2016) war ein US-amerikanischer Pianist des Modern Jazz.

## Leben
O’Brien spielte sechsjährig Klavier und wurde 1950 Berufsmusiker. Zunächst hatte er in Chicago eigene Ensembles. Nach einem kurzen Studium an der Manhattan School of Music trat er 1957 in New York  im Quintett von Oscar Pettiford auf. Er nahm an den Aufnahmen zum Album Three Trumpets von Donald Byrd,  Art Farmer und Idrees Sulieman teil und spielte dann mit dem Saxophonisten J. R. Monterose. Als Mitglied der Band von Teddy Kotick begleitete er in einem Club auf Staten Island Gastsolisten wie Phil Woods oder Stan Getz. 1960 wirkte er an René Thomas’ Album Guitar Groove mit. Von 1963 bis 1973 studierte er Mathematik und Psychologie  mit Bachelorabschluss und war als wissenschaftlicher Mitarbeiter der New York University tätig. Danach eröffnete er einen eigenen Musikclub, den St. James Infirmary Jazz Club in New York City. Ab den 1970er Jahren arbeitete er vor allem bei Roswell Rudd und Joe Puma. Seit den 1980er Jahren entstanden Alben unter eigenem Namen, an denen Musiker wie Pepper Adams, Tom Harrell, Ray Drummond, Kenny Washington und Frank Luther mitwirkten. Auch nahm er mit Chet Baker, Ted Brown und Danny D’Imperio auf.
O’Brien war mit der Jazzsängerin Stephanie Nakasian verheiratet, mit der er ab Mitte der 1980er Jahre auch auftrat; die gemeinsame Tochter Veronica Swift ist ebenfalls Jazzsängerin.

## Diskografie (Auswahl)
- Opalessence (Criss Cross, 1984)
- Ridin’ High (Reservoir, 1990)
- So That’s How It Is (Reservoir, 1997)
- Fine and Dandy (Fresh Sound Records, 2004)
- Have Piano Will Swing (Fresh Sound, 2004)
- Live at Blues Alley, Sets 1–3 (Reservoir, 2005-7)

### Als Sideman
- Roswell Rudd: Flexible Flyer (Black Saint, 1974)
- Chet Baker: Blues for a Reason (Criss Cross, 1984)
- Joe Puma: Shining Hour (Reservoir, 1984)
- Danny D’Imperio: Blues for Philly Joe (VSOP, 1991), Glass Enclosure (VSOP, 1991)
- J. R. Monterose: T.T.T. (Storyvielle, 1988)